# هانستون، ساسکس غربی
هانستون (به انگلیسی: Hunston) یک روستا و محله مدنی در بریتانیا است که در Chichester واقع شده‌است. هانستون ۴٫۶۲ کیلومتر مربع مساحت و ۱٬۲۵۷٫ نفر جمعیت دارد.